# Correspondenz der Associatio Perseverantiae Sacerdotalis
Die Correspondenz der Associatio Perseverantiae Sacerdotalis war das Kommunikationsmittel eines 1868 in Wien gegründeten Priestergebetsvereines.
Das Vereinsblatt verbreitete sich in mehr als 200 Diözesen. Die Auflage lässt sich von der Zahl der Vereinsmitglieder ableiten: Im Jahr 1892 waren es 7.644, 1918 gehörten ihm 24.091 Priester in 233 Diözesen an. Die Zeitschrift wurde auch in Übersee gelesen, wo einige Mitglieder als Missionare tätig waren. Die Mitglieder waren sowohl Ordens- als auch Säkularpriester. Redaktionssitz der Zeitschrift war das Wiener Priesterseminar.
Die Ausgaben der ersten Jahrzehnte waren nach folgenden Abschnitten aufgebaut: 1. Leitartikel und Askese, 2. Mitteilungen, 3. Biographisches, 4. Pastorales, 5. Apologetisches, 6. Pastoralfälle und Rubrizistisches, 7. Nekrologe und schließlich 8. Vereinsnachrichten. 
Obwohl die große Mehrzahl der Beiträge anonym verfasst wurde, geht deutlich aus der Zeitschrift hervor, dass die Artikel meist von Mitgliedern des Vereins verfasst wurden, damit kommt das Selbstverständnis des österreichischen Klerus durch das Periodikum deutlich zum Ausdruck. Beiträge vom späteren Erzbischof Franz Jachym, dem Klosterneuburger Chorherrn und Verleger Pius Parsch, dem Steyler Missionar und Schriftsteller Albert Schulte, dem Dompfarrer und Prediger Karl Dorr, dem späteren Bischof von Graz-Seckau Josef Schoiswohl und anderen sind in den Heften enthalten.
Ergänzungsbände erschienen regelmäßig, um längere Beiträge an die Leserschaft zu vermitteln. Sie waren meist Kurzbiographien vorbildlicher Priester, konnten aber auch als Handreichungen zu pastoralen Zwecken konzipiert sein.
Angesichts ihrer Aussagen zur priesterlichen Lebenskultur und Theologie- und Frömmigkeitsgeschichte ist die Correspondenz der Associatio perseverantiae sacerdotalis eine wertvolle Quelle. Nicht zuletzt beinhalten die in beinahe jedem Heft vorhandenen Nachrufe auf verstorbene Mitglieder biographische Angaben über Priester, die sonst selten erfasst wurden. 